# Нікуліно (Дмитровський міський округ)
Ніку́ліно (рос. Никулино) — присілок у складі Дмитровського міського округу Московської області, Росія.

## Населення
Населення — 17 осіб (2010; 1 у 2002).
Національний склад (станом на 2002 рік):
- росіяни — 100 %